# Jon Davison
Jon "Juano" Davison (16 de Janeiro de 1971) é um cantor, compositor e músico multi-instrumentista estadunidense de Rock progressivo. Tornou-se famoso por assumir o vocal principal do grupo inglês Yes após a saída de Benoît David, embora já tivesse participado profissionalmente de duas bandas: Sky Cries Mary e Glass Hammer.
Atualmente, vive em Laguna Beach com sua esposa, Maewe, e seu filho, Aleph.

## Carreira pré-Yes
A carreira musical de Jon se iniciou ainda na infância, quando fez parte de um coral infantil de igreja regido por sua mãe. Ela foi responsável por fazer despertar nele o apreço pela música e o amor pelo canto. Pouco tempo depois, o rapaz começou a tocar guitarra e baixo, o que o levou a se apresentar com diversas bandas nos tempos do colegial ao lado de seu amigo de infância Taylor Hawkins (atual baterista do Foo Fighters). Foi Hawkins quem o apelidou de "Juano", apelido que perdura até hoje.
Na juventude, Davison foi para o Instituto de Arte de Seattle para estudar produção de áudio e vídeo, onde conheceu os membros da banda Sky Cries Mary, à qual se juntou um tempo depois na função de baixista. Ao longo dos anos 90, continuou gravando e se apresentando com o grupo. Alguns pontos altos desse período foram uma viagem ao Japão e aparecimentos em programas de televisão, como o Late Night with Conan O'Brien e o The Daily Show.
Em 1998, Davison conheceu sua futura esposa, Maewe, num círculo de meditação em Seattle. Em 2001, eles se mudaram por um ano para a casa de Maewe no Brasil. Durante sua estada em terras brasileiras, chegou a tocar baixo com Ronald Augusto. 
Davison continou membro da Sky Cries Mary, mas também se juntou a um grupo cover de Yes chamado Roundabout (agora terminado). Em 2009, a banda Glass Hammer o descobriu cantando músicas do Yes na internet e o convidou a fazer parte do conjunto como "a voz para a qual sempre escrevíamos músicas", de acordo com os membros fundadores Steve Babb e Fred Schendel. Desde então, ele gravou três álbuns com o grupo: If, Cor Cordium e Perilous.

## Yes
No começo de 2012, surgiu uma proposta que viria a alavancar sua carreia, tornando-o conhecido do público: em virtude do agravamento do estado de saúde de Benoît David (vocalista que havia substituído o original Jon Anderson desde o afastamento deste), que envolvia complicações respiratórias, o então líder do Yes, Chris Squire, convidou-o a se juntar à banda como vocalista principal. Em Fevereiro desse ano, Jon Davison foi anunciado oficialmente como o novo vocalista do Yes.
Sobre a segunda substituição de vocalista nos últimos anos, Squire comentou "Por incrível que pareça, o nome de Jon surgiu quando começamos a trabalhar com Benoît. Na verdade, meu amigo, Taylor Hawkins, tinha me falado durante anos 'se você algum dia precisar de um substituto para os vocais, conheço o cara perfeito'".

## Discografia

### Sky Cries Mary
- This Timeless Turning (1994) - baixo
- Moonbathing on Sleeping Leaves (1997) - baixo
- Seeds (EP, 1999) - baixo
- Here & Now - Live 2005 (ao vivo, 2005) - baixo
- Small Town (2007) - baixo
- Taking the Stage: 1997-2005 (ao vivo, 2011) - baixo

### Glass Hammer
- If (2010) - vocal principal
- Cor Cordium (2011) - vocal principal, violão
- Perilous (2012) - vocal principal
- The Inconsolable Secret (2013 regravação) - vocal principal
- Ode to Echo (2014) - vocal principal

### Yes
- Heaven & Earth (2014) - vocal principal, vocal de apoio e violão

### Colaborações e participações
- Tales from the Edge: A Tribute to the Music of Yes (2012) - vocal principal e pandeireta em "Starship Trooper" com The Samurai of Prog
- Mogador: Absinthe Tales Of Romantic Visions (2012) - vocal principal em "The Sick Rose"
- Animals Reimagined – A Tribute to Pink Floyd (2021) - vocal principal em "Pigs on a Wing 2"[4]
- Lobate Scarp: You Have It All (2022) - vocal em "You Have It All"
- Prog Collective: Songs We were Taught (2022) - vocal principal em "The Sound of Silence"
- Prog Collective: Seeking Peace (2022) - vocal principal em "A Matter of Time"
- Dave Kerzner: The Traveler (2022) - vocal em "Feels Like Home"